# ネウリン
ネウリン（モンゴル語: Neülin、? - 1263年）は、モンゴル帝国に仕えた将軍の一人で、サルジウト部の出身。父のタイダルの地位を継いで四川方面のタンマチ（辺境鎮戍軍）司令官となり、第4代皇帝モンケから第5代皇帝クビライの治世にかけて南宋軍との戦いで活躍した。『元史』などの漢文史料における漢字表記は紐璘（niŭlín）など。

## 概要
ネウリンの父のタイダルは第4代皇帝モンケによって四川方面のタンマチ軍司令官に抜擢された人物で、南宋との戦いで多くの軍功を残したが、遠征中の1255年（乙卯）に陣没した。
ネウリンは父の死後、モンケから父の軍団を継承するよう命じられた。1257年（丁巳）には利州より白水を下り、大獲山を過ぎ、夔門を攻撃した。1258年（戊午）に釣魚山に戻ったネウリンは成都にて都元帥の阿答胡らと合流するために東に向ったが、南宋の側では安撫の劉正や都統制の段元鑒らを派遣して寧江を東に渡る道を封鎖した。そのためネウリン軍は渡河のために南宋軍と夜明けから日没に至るまで戦い、ネウリン軍は2700の首級を挙げる勝利を得て河を渡り、遂に成都に至った。モンケはこれを聞いて金帛を与え、ネウリンを労ったという。
このようなモンゴル軍の動きに対し、南宋の蒲択之は楊大淵らに命じて剣門・霊泉山を守らせ、自らは軍を率いてモンゴルの占領下にある成都を攻撃した。南宋軍の攻撃を受けてモンゴル側の将の阿答胡が戦死したとの報が成都駐屯軍に届くと、諸王エブゲンらは「我が軍はカアンの本隊から遠く離れており、今からカアンに使者を派遣して代わりの指揮官の任命を待っていては南宋軍に勝てない。今ここでネウリンを指揮官とすれば、彼ならば諸将に号合して南宋軍を打ち破ることができるだろう」と述べ、遂にモンケの許可を得ずにネウリンを指揮官に選出した。果たしてネウリンは諸将を率いて南宋軍を霊泉山に破り、南宋の将軍の韓勇を捕らえて斬り、蒲択之の軍勢は遂に潰走した。さらにネウリンは軍を進めて雲頂山を囲み、南宋軍の帰路を絶ったため、南宋軍は遂にモンゴルに降った。この勝利によって成都・彭州・漢州・簡州・綿州は悉くモンゴルによって平定され、また威州・茂州の諸蕃も服属した。この功績によってネウリンはモンケより金銀・竹箭・銀鞘刀を与えられ、正式に都元帥に任じられた。
この頃のネウリン率いる軍勢は総勢2万であったが、ネウリンは5千をバヤン・バートルに委ね、自らは1万5千の軍勢を率いて重慶への侵攻を開始した。同年冬、モンケ率いる本隊が大獲山に進むと、これに呼応してネウリンも歩兵・騎兵5万及び軍船 200艘と称する大軍を率いて成都を発った。ネウリンは張威に500の兵とともに先鋒を任せ、水陸両路から重慶に攻め上がり、ネウリン配下の水軍は重慶周辺の長江の航行を鎖で封じることによって南宋の糧道を絶った。一方で モンゴル軍の間にも過酷な炎暑のために疫病が蔓延し、万全な態勢でない所に南宋の将軍の呂文煥が反攻をしかけてきた。やむむを得ず出陣したネウリンは一度呂文煥軍を破ったものの、皇帝モンケが急死してしまったために退却せざるを得なくなり、呂文煥の追撃にさらされることとなった。
モンケの急死によってモンゴル帝国ではクビライとアリクブケとの間で帝位継承戦争が勃発したが、ネウリンは1260年（中統元年）にはクビライの下を訪れてその配下に入ったため、クビライの勝利後も引き続き四川方面での南宋軍との戦いに起用された。『元史』巻60地理志3には四川地方の碉門魚通黎雅長河西寧遠等処宣撫司/礼店文州蒙古漢児軍民元帥府という2つの官署を記録しているが、これはクビライ即位時に帰順したアンチュル家とタイダル家という四川方面の2大勢力の存続を公認する形で設置されたものとみられている。
ネウリンはこの頃梁載立を派遣して黎州・雅州・碉門・岩州・偏林関の諸蛮の投降を促し、結果として漢人・諸蛮からなる2万戸あまりを新たに従えた。また、クビライの命によってそれまでスゲが率いていた西川及び陝西の諸軍はネウリンの指揮下に入ることになり、ネウリンは秦州・鞏州・唐兀の地を管轄するようになった。1262年（中統3年）、南宋の将軍の劉整が瀘州の民とともにモンゴルに投降すると、呂文煥がこれを包囲するという事件が起こった。これを知ったネウリンは瀘州に救援に赴いて呂文煥の軍を破り、再度の攻撃を防ぐために瀘州の民を成都に移住させた。その後、1263年（中統4年）にネウリンは昌平で亡くなり、息子のイェスデルが跡を継いだ。

## 子孫
ネウリンの息子はイェスデル（也速答児）とバラク（八剌）の2名が知られている。前述したようにネウリンの死後はイェスデルが後を継いだが、イェスデルの死後は何らかの事情でその地位を弟のバラクが継いだ。しかし、バラクの死後当主の座は再びイェスデルの血統に戻っている。

## サルジウト部ボロルタイ家
- ボロルタイ（Boroldai ＞孛羅帯,bóluódài）
  - 都元帥タイダル（Tayidar ＞太答児,tàidāér）
    - 都元帥ネウリン（Neülin ＞紐璘,niŭlín）
      - 雲南行省左丞相イェスデル（Yesüder ＞也速答児,yĕsùdāér）
        - 四川行省平章政事ナンギャダイ（Nangiadai ＞嚢加台,nángjiātái）
          - 四川行省左丞相タシュ・バートル（Taš baγatur ＞答失八都魯,dāshī bādōulŭ）
            - 太保・中書右丞相ボロト・テムル（Bolod temür ＞孛羅帖木児,bóluó tièmùér）

          - 雲南行省左丞シリム（Sirim ＞識里木,shìlǐmù）
          - 左丞イジル・ブカ（Iǰil buqa ＞亦只児不花,yìzhǐér bùhuā）

        - 四川行省左丞バヤン（Bayan ＞拝延,bàiyán）

      - 蒙古軍万戸バラク（Baraq ＞八剌/bālà）